# Отрощенки
Отрощенки (пол. Otroszczenko) — дворянский род.
Потомство Ивана Отрощенка, войскового товарища (1693).

## Описание герба
В серебряном поле сердце, пронзенное стрелой и мечом, опрокинутыми в андреевский крест. Щит увенчан дворянскими шлемом и короной. Нашлемник: три страусовых пера. Намет на щите красный, подложенный серебром.